# Day and Night (EP)
Pour les articles homonymes, voir Day and Night.
Albums de Kara
Best Girls
(2013) In Love
(2015)
Singles
1. Mamma Mia
Sortie : 18 août 2014

Day and Night est le sixième mini-album coréen du girl group sud-coréen Kara. Il est sorti le 18 août 2014 avec la chanson "Mamma Mia" comme titre promotionnel. C'est le premier album avec Heo Youngji suivant les départs des membres Nicole et Jiyoung plus tôt dans l'année.

## Liste des titres
| Liste des pistes officielle | Liste des pistes officielle                 | Liste des pistes officielle       | Liste des pistes officielle             | Liste des pistes officielle | Liste des pistes officielle | Liste des pistes officielle | Liste des pistes officielle | Liste des pistes officielle | Liste des pistes officielle |
| No                          | Titre                                       | Auteur                            | Producteur(s)                           | Durée                       |                             |                             |                             |                             |                             |
| --------------------------- | ------------------------------------------- | --------------------------------- | --------------------------------------- | --------------------------- | --------------------------- | --------------------------- | --------------------------- | --------------------------- | --------------------------- |
| 1.                          | Live                                        | Duble Sidekick, David Kim         | Duble Sidekick, Shion                   | 3:29                        |                             |                             |                             |                             |                             |
| 2.                          | Mamma Mia (맘마미아)                        | Duble Sidekick                    | Duble Sidekick, Homeboy, Tenzo et Tazco | 3:32                        |                             |                             |                             |                             |                             |
| 3.                          | So Good                                     | Duble Sidekick, David Kim         | Duble Sidekick, Tenzo et Tazco          | 3:07                        |                             |                             |                             |                             |                             |
| 4.                          | Melancholy (24/7) (멜랑꼴리; Mellangkkolli) | Duble Sidekick, David Kim         |                                         | 3:37                        |                             |                             |                             |                             |                             |
| 5.                          | Red Light (빨간불; Ppalganbul)              | Duble Sidekick, David Kim         | Duble Sidekick, Tenzo et Tazco          | 3:25                        |                             |                             |                             |                             |                             |
| 6.                          | Story (이야기; Iyagi)                       | G. R. Park, S. Y. Park, H. R. Goo | Shion                                   | 4:03                        |                             |                             |                             |                             |                             |
| 20:33                       |                                             |                                   |                                         |                             |                             |                             |                             |                             |                             |

## Historique de sortie
| Pays         | Date            | Format                   | Label                        |
| ------------ | --------------- | ------------------------ | ---------------------------- |
| Corée du Sud | 18 août 2014    | CD, téléchargement légal | DSP Media LOEN Entertainment |
| Monde entier | 18 août 2014    | Téléchargement légal     | DSP Media LOEN Entertainment |
| Japon        | 5 novembre 2014 | CD, téléchargement légal | Universal Sigma              |